# Divisão N.º 5 (Manitoba)
A Divisão N.º 5 é uma das vinte e três divisões do censo da província de Manitoba no Canadá. Faz parte da Região de Westman no sudoeste de Manitoba. A principal indústria da região envolve a agricultura. No entanto, há também produção de petróleo no sudoeste da região.